# Créole agaléen
Le créole agaléen est un créole français parlé sur l'archipel d'Agaléga, un territoire éloigné de la république de Maurice situé à 1 064 km au nord de l'île Maurice.
Agaléga est composé de deux îles d'origine corallienne reliées par un isthme sablonneux, les îles du Nord et du Sud.
Le créole agaléen a été fortement influencé par le créole mauricien et le créole seychellois, ainsi que par le malgache. La population de locuteurs compte environ 300 personnes sur les îles.
Les îles étant plus proches des Seychelles, la radio des Seychelles peut être mieux reçue que celle de Maurice.